# 병인박해
병인박해(丙寅迫害)는 1866년(고종 3년) 조선 말기 흥선대원군 정권에 의해 벌어진 대규모의 천주교 탄압을 말한다. 병인사옥(丙寅邪獄)이라고도 하며, 1872년까지 6년간 진행된 탄압으로 당시 8,000여 명 이상의 평신도와 프랑스 파리 외방전교회 출신의 선교사 등이 처형되었다.
흥선대원군은 본래 천주교에 대한 반감이 없었기 때문에 탄압을 하려는 계획이 없었다. 오히려 프랑스 선교사들을 통하여 프랑스의 도움을 이끌어 내어 러시아의 남하정책을 막으려고까지 했었다. 그러나 대내외적인 변화로 인해 자신의 정치적인 입지가 흔들리는 것을 방지하기 위해 천주교에 대한 박해 정책을 실시하였다.
1866년 봄부터 시작된 박해는 제너럴셔먼호 사건(1866년 8월), 병인양요(1866년 10월), 남연군 분묘 도굴 사건(1868년)이 발생하자 더욱 거세졌고 아울러 흥선대원군의 쇄국정책도 강화되었다.

## 원인

### 대원군과 천주교
1831년 교황청이 조선을 독립교구로 선정하여 앵베르 샤스탕 신부를 조선에 파견해 몰락한 양반을 중심으로 천주교를 전파했다. 그러나 조선의 양반들은 서구 열강들의 제국주의와 기독교가 연관되어 있다는 사실을 우려하여 천주교를 금지하였으며, 1839년에는 천주교 박해사건 중 하나인 기해박해를 일으켜 3명의 프랑스 천주교 신부를 처형했다. 하지만 이러한 탄압에도 불구하고 은밀히 천주교는 확장되었다.
흥선대원군 자신은 본래 천주교를 탄압할 생각은 없었고, 반감도 없었다. 오히려 서양에서 전래된 서학인 천주교를 통해 프랑스 등의 서구 열강들과 교류할 생각을 했고, 개인적으로도 천주교는 부인 여흥부 대부인 민씨의 종교이기도 했다. 천주교를 이용해서 프랑스와의 주선을 통해, 남하하는 제정 러시아를 막으려고 하였던 것도 흥선대원군이 천주교를 묵인한 이유 중 하나이지만 국외 정세에 의해 천주교를 부정할 수밖에 없었다. 영국-프랑스군이 청나라의 베이징을 점령한 사건으로 청나라에서 천주교를 탄압한다는 소식이 들렸기 때문이다. 이는 흥선대원군 이하응이 천주교를 부정할 수밖에 없는 이유였다.

### 러시아의 남하정책과 교역없는 외세 수용의 좌절
1864년(고종 1년) 당시 러시아인이 경흥부에 와서 통상을 요구하였을 때, 대원군 이하 정부 요원들의 놀람과 당황은 대단하였지만, 이에 대한 대책 강구에는 속수무책이었다. 이 반면에 몇몇 천주교인들은 이 사건에 대해 중대한 관심을 가지고 그 대책을 스스로 생각하여 이를 대원군에게 건의하였다. 즉 나폴레옹 3세의 위력을 업고 한·불·영 3국 동맹이라도 체결할 수 있다면 러시아의 남하정책을 막을 수 있으리라는 것이었고, 그들은 그들대로 이것이 성사되면 종교의 자유도 얻을 수 있으리라고 생각한 것이었다. 이리하여 그들은 대원군으로부터 프랑스 선교사를 만나게 해달라는 청을 받는 데까지 성공하였다. 그러나 이들은 모처럼의 이러한 대원군의 태도에 응하지 않는다.

### 대원군의 입장변화
더구나 베르뇌 주교를 비롯한 프랑스 가톨릭 선교사들은 정치에 관심이 없어서 사실상 외교적인 이용 가치가 없었고, 그동안 조정에서 그렇게도 시끄럽던 러시아인의 월경 행위와 통상 요구도 시일이 경과함에 따라 지나친 기우였다고 생각하게 되었다. 지배층들이 “천국과 지옥을 주장하며 혹세무민하는 사학(邪學)”으로 여기던 천주교의 교세 확장에 대한 반발도 가지고 있었다. 게다가 천주교도의 굼뜬 조치·무능한 주선(周旋)과 무책임한 발설로 “운현궁에도 천주학쟁이가 출입한다.”라는 소문만 장안에 퍼지니, 대원군도 소기의 성과는 도저히 거둘 수 없다고 생각하게 되었다.
이와 때를 같이하여 그의 출세를 적극 지지해 준 조대비 이하 요로(要路) 대관들도 천주교의 책동을 비난하기 시작하였다. 때마침 청나라에서도 천주교 탄압이 다시 고개를 들어, 대원군으로서도 자신의 정치적 기반을 위태롭게 하는 모험은 하고 싶지 않다는 심정에 이르렀다. 이리하여 천주교도에 대한 일체의 기대를 포기하고 목전의 여론에 솔선 순응함이 상책이라고 결심하게 되었고, 초기의 묵인 정책에서 탄압으로 정책을 바꾸었다. 갈수록 심해지는 서구 열강들의 중국 침략 행위도 중화사대적인 사상을 갖고 있던 조선인들에게 천주교 탄압의 한 원인이 되었다. 이에 따라 천주교 탄압령이 단시일 내에 준비되고, 이것이 전국을 휩쓸게 되었다.

## 경과

### 천주교 탄압
1866년(고종 3) 정월 대원군의 천주교 탄압 교령(敎令)이 포고되자, 이로써 프랑스 선교사 12명 중에서 9명이 처형된 것을 필두로 불과 수개월 동안에 국내 천주교 신도 8,000여 명이 처형되었다. 산속으로 피신하여 쫓겨 다니다가 병으로 죽고, 굶주림에 쓰러지는 부녀자와 어린이가 부지기수였으며, 이 통에 신도도 아닌 자들이 박해당한 예도 허다하였다. 다블뤼 등 3명의 프랑스 신부는 충청도 수영에서 참수되었다.
배교자가 속출했고 천주교 관련 서적을 압수하여 불태웠으며 십자가와 마리아상이 짓밟혔다. 1866년 10월에 병인양요가 벌어지고 1868년 5월에는 독일인 오페르트에 의해 흥선대원군의 부친 남연군의 분묘 도굴 사건이 일어나자 탄압은 더욱 거세졌다. 천주교 탄압은 6년간 지속되었으며 탄압이 심했던 곳은 서울 합정, 황해도 옹진, 풍천, 장연, 충청남도 내포와 서산 해미면 주변이었다.

### 절두산 순교

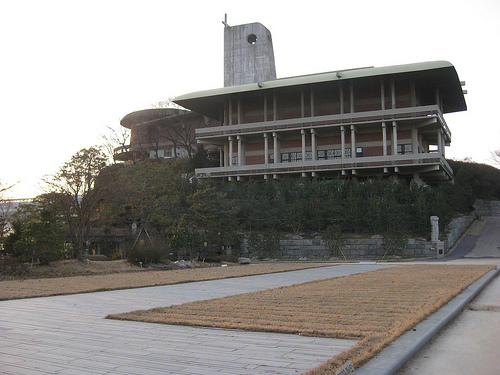
절두산 순교 성지

대원군의 박해를 피해 조선을 탈출한 리델 신부(1830~1884)는 텐진에 있던 극동함대 사령관 로즈에게 프랑스 선교사 9명의 순교 소식을 전했다. 로즈는 청나라의 중재제의를 거부한채 군함 세척을 이끌고 무력보복에 나서며 병인양요가 발생했다. 이들은 9월 26일 경에 양화진을 거쳐 서강까지 순찰한후 강화도를 공격하며 약탈을 자행하다가 11월에 철수하였다. 이 사건에 분노 흥선대원군은 "서양 오랑캐가 더럽혔던 땅을 서학인의 피로 씻음이 마땅하다" 고 하면서 양화나루 옆의 잠두봉에 형장을 설치해 천주교인들을 처형하게 하였다. 이때 수천명의 천주교인들이 이곳에서 죽었다. 그 뒤로 절두산이라는 이름이 붙었다. 잘린 목은 한강에 던져졌고, 머리가 산을 이루며 한강물이 핏빛으로 변하였다고 전해진다.

### 해미 순교(생매장)
충남 서산시 해미면 조산리에 있는 '여숫골'이라 불리는 골짜기에서는 천주교인 1000여 명이 처형 또는 생매장 당했다. 당시 해미진영(海美鎭營)은 천주교도 색출과 처벌의 임무를 맡고 있었기 때문에 충청도와 경기도 평택에 이르는 해미현 관아 관할지역에서 붙잡힌 천주교도들은 해미읍성으로 끌려왔다. 이들을 옥사에 가두었다가 서문 밖에서 처형했는데, 숫자가 너무 많아지자 시체처리의 편의를 위해 읍성 바깥의 해미천변에 큰 구덩이를 파고 생매장을 하였다. 이러한 사실은 1935년 서산성당 범바로(P, Barraux) 신부의 조사와 발굴을 통하여 세상에 알려지게 되었다.

### 순교자 명단
| 번호 | 이름 및 세례명      | 신분                   | 순교일 및 순교 동기         |
| ---- | ------------------- | ---------------------- | --------------------------- |
| 80   | 유정률 베드로       | 비서                   | 1866년 2월 17일 장살        |
| 81   | 베르뇌 시몬스       | 주교                   | 1866년 3월 7일 군문 효수형  |
| 82   | 랑페르 유스토       | 신부                   | 1866년 3월 7일 군문 효수형  |
| 83   | 도리 헨리코         | 신부                   | 1866년 3월 7일 군문 효수형  |
| 84   | 볼리외 루도비코     | 신부                   | 1866년 3월 7일 군문 효수형  |
| 85   | 남종삼 세례자 요한  | 승지                   | 1866년 3월 7일 참수형       |
| 86   | 전장운 세례자 요한  | 상인                   | 1866년 3월 9일 참수형       |
| 87   | 최형 베드로         | 회장                   | 1866년 3월 9일 참수형       |
| 88   | 정의배 마르코       | 회장                   | 1866년 3월 11일 군문 효수형 |
| 89   | 우세영 알렉시오     | 역관(번역가)           | 1866년 3월 11일 군문 효수형 |
| 90   | 다블뤼 안토니오     | 제5대 조선교구장, 주교 | 1866년 3월 30일 군문 교수형 |
| 91   | 위앵 마르티노 루카  | 신부                   | 1866년 3월 30일 군문 교수형 |
| 92   | 오메트르 베드로     | 신부                   | 1866년 3월 30일 군문 교수형 |
| 93   | 장주기 요셉         | 회장                   | 1866년 3월 30일 군문 교수형 |
| 94   | 황석두 루카         | 회장                   | 1866년 3월 30일 군문 교수형 |
| 95   | 손자선 토마스       | 농부                   | 1866년 5월 18일 교수형      |
| 96   | 정문호 바르톨로메오 | 원님                   | 1866년 12월 13일 참수형     |
| 97   | 조화서 베드로       | 농부                   | 1866년 12월 13일 참수형     |
| 98   | 손선지 베드로       | 회장                   | 1866년 12월 13일 참수형     |
| 99   | 이명서 베드로       | 농부                   | 1866년 12월 13일 참수형     |
| 100  | 한재권 요셉         | 회장                   | 1866년 12월 13일 참수형     |
| 101  | 정원지 베드로       | 농부                   | 1866년 12월 13일 참수형     |
| 102  | 조윤호 요셉         | 농부                   | 1866년 12월 23일 참수형     |
| 103  | 이윤일 요한         | 회장                   | 1867년 1월 21일 참수형      |

## 사건의 여파와 평가
조선이 국내 8천여 명의 천주교인과 프랑스 선교사 12명 중 9명이 처형되고 살아남은 리델은 청나라로 탈출해 천진 주재 프랑스 함대사령관 피에르 구스타브 로즈에게 박해 소식을 전했고 이는 그해 11월 발생한 병인양요의 원인이 되었다.

## 기타
병인박해는 영국의 지리학자 이사벨라 버드 비숍이 《조선과 그 이웃 나라들》에서 흥선대원군을 기독교인들의 순교로 조선이 순교자의 나라가 되게 한 인물이라고 묘사할 정도로 서구인들에게도 유명한 사건이었다.
이 박해는 네 차례에 걸쳐 파동으로 전개되었다. 첫번째는 1866년 봄에, 두번째는 1866년 여름에서 가을까지, 세번째는 1868년, 네번째는 1871년으로 이어져 도합 8,000여 명 이상의 순교자를 내었다. 1868년의 세번째를 무진사옥, 1871년의 네번째를 신미사옥이라고 부르기도 하나 대원군에 의해 계속 추진된 것이므로 병인박해에 포함시키는 것이 통례이다. 따라서 병인박해는 병인년(丙寅年)인 1866년 한 해의 박해를 가리키는 것이 아니라 그 뒤 6년간에 걸친 박해를 모두 지칭하는 용어이다.

## 같이 보기
- 기해박해(1839년)
- 신유박해(1801년)
- 병인양요(1866년 10월 26일)